# Sericeotoma knissi
Genre
Espèce
Synonymes
- Isotoma knissi Potapov, 1991

Sericeotoma knissi, unique représentant du genre Sericeotoma, est une espèce de collemboles de la famille des Isotomidae.

## Distribution
Cette espèce est endémique de Bachkirie en Russie.

## Publication originale
- Potapov, 1991 : Species of the genus Isotoma subgenus Parisotoma Bagnall, 1940 and Sericeotoma subgen. nov. (Collembola, Isotomidae) of USSR fauna. Acta Zoologica Cracoviensia, vol. 34, no 1, p. 267-301.